# ۵۴۶ (قمری)
۵۴۶ (قمری)، پانصد و چهل و ششمین سال در گاهشماری هجری قمری است. اول محرم این سال برابر با بیست و هفتم آوریل سال ۱۱۵۱ میلادی است.

## وابسته
- ادیب صابر